# 提誇蒂拉公園
提誇蒂拉公園（葡萄牙語：Parque Linear Tiquatira），正式名称为维尔纳·埃乌热尼奥·楚劳弗工程师线性公园（葡萄牙語：Parque Linear Tiquatira Engenheiro Werner Eugênio Zulauf），是位于巴西圣保罗东区佩尼亚附近的一座公园，成立于2007年，是圣保罗市第一个线性公园。

## 历史
提誇蒂拉公園一带位于圣米格尔路（Avenida São Miguel）、卡瓦略·平托州长路（Av. Governador Carvalho Pinto）之间，早年是圣保罗市内的一处公共用地，荒废後逐渐沦为吸毒者的巢穴，当地居民達席爾瓦（Hélio da Silva）因不忍土地遭到废弃，便开始在当地种植自己购买的树苗。